# Estrada Pan-Africana
A Rodovia Transafricana 4 (TAH 4), também conhecida como Rodovia Cairo–Cidade do Cabo, é uma rodovia transnacional que faz parte da Rede Rodoviária Transafricana, sob responsabilidade da Comissão Econômica das Nações Unidas para a África, do Banco Africano de Desenvolvimento, da União Africana e dos Estados nacionais atravessados.
Também chamada de Estrada Pan-Africana a rodovia é um projeto iniciado com a reivindicação de Cecil Rhodes, a mando do Império Britânico, de atravessar a África, ligando as duas cidades (embora ele preferisse o caminho-de-ferro). Foi pensada para ligar as principais cidades coloniais britânicas do continente africano: além dos dois últimos pontos, Joanesburgo, Pretória, Harare (então chamada Salisbury), Lusaca, Nairóbi e Cartum. Muito tempo depois, espera-se que seja concluída no contexto da Rede Rodoviária Transafricana. 
A primeira tentativa de fazer a rota com um veículo a motor foi a do capitão Kelsey em 1913 e 1914, inacabada devido à morte de Kelsey na Rodésia, às garras de um leopardo. A primeira tentativa bem-sucedida foi a de Chaplin Court Treatt, entre 23 de setembro de 1924 e 24 de janeiro de 1926. A proposta era semelhante à da linha ferroviária do Cabo ao Cairo, outro projeto de infraestrutura proposto pelas mesmas colónias britânicas. Nenhuma delas foi concluída antes do fim do domínio colonial britânico em África.
Na década de 1980, o plano foi revivido com modificações como a Estrada Cairo-Cidade do Cabo, conhecida como Rodovia Transafricana 4, na rede de estradas transcontinentais sendo desenvolvida pela Comissão Económica das Nações Unidas para a África (UNECA), o Banco Africano de Desenvolvimento e a União Africana, como parte da rede de estradas transafricanas.